# Милостива библијска црква у Дофену
Милостива библијска црка у Дофену, првобитно звана Библијска мисија у Дофену,  једна је од бројних црква у највећем граду у преријској области Паркланд (област) у покрајини Манитоба, основана јуна 1947. године. Црква је почела са радом под руководством пастора Вилијема Рајта и уз помоћ Канадске  недељне школске мисији ангажовањем, у слободно време њихових радника који су живели у близини, и Валтера Шука, тадашњег директор практичног рада у Винипегу. Библијски институт и вечерња службе реализовани су у кући на Шестој авенији у Дофену.

## Историјат
Недељна црквена библијска школа у Милостивој библијској цркви почела је да ради с краја 1947. године са петоро деца и седам одраслих верника. У септембру 1947, купљена је садашња локација за изградњу цркве у 9. авенији СВ, а 30. октобра исте године у Дофен је дошао пастор Л.М. Жилет са породицом да преузме пастирску дужност. Одмах по доласку прихватио се обавеза око изградње цркве и одржавања везе са Асоцијацијом Јеванђелиских цркава Канаде. Наредне године купљена је локација за парохијски дом на броју 103 у 5. авенији СВ у Дофену.
До краја 1947. године растао је број полазника тако да је недељну библијску школу похађало 80-90 полазника. Током наредне четири године, наставио се раст броја полазника а парохијски дом је потпуно ослобођена дуга, што је значајно побољшало њен рад и могућности. Током овог периода број полазника недељне библијске школе попео се на близу 100, да би на крају осме године недељна библијска школа имала 50-60 полазника
У октобру 1959. године након доласка пастора и госпође Л. Редингер из Алберте, значајно је повећан број посетилаца недељне библијске школе, а њиховом заслугом 1961. године завршен је пројекат за адаптацију црквене зграде. Овим пројектом удвостручена је величина објекта за додатних шест нових учионица са крстионицом. Првобитни изглед зграде овом адаптацијом потпуно је измењен а унутрашњост преуређена. Свечано отварање проширене и осваремењен Милостива библијске цркве обављено је у недељу, 23. априла, 1961. у присуству педесеточланог хора и 160 чланова на јутарњој служби.
Следио је избор и постављење нових пастора, и у неколико наврата адаптација цркве, а потом и изградња нове на садашњој локацији 1980-их година. 
Просечна посећеност цркве на недељној миси је 45-60 особа, а средом 45-60 деце учествује у раду дечије групе, узраста деце од 6 до 18 година.

## Опис цркве
Зграда Црква има 1.096 m² у првом главном нивоу и 371 m² за недељну библијску школу у собама на спрату. Поред наведених просторија у саставу цркве налазе се и три канцеларије, кухиња, јаслице, просторија за разговорe одраслих и велики фоаје за пријем гостију.
Главни део цркве је светилиште која може да прими 325 људи, и сала за чланове која је уједно и гимназија, која може да прими 150 људи за разне социјалне активности.